# Tunel Iwate-Ichinohe
Tunel Iwate-Ichinohe (jap: 岩手一戸トンネル) – tunel kolejowy w Japonii o długości 25 810 m. Jest częścią linii kolejowej Tōhoku Shinkansen łączącą Tokio z Aomori. Tunel został otwarty w 2002 i jest najdłuższym tunelem kolejowym na lądzie w Japonii, a był również najdłuższy na świecie, ale od czerwca 2007 na pierwsze miejsce wysunął się Lötschberg-Basistunnel w Szwajcarii.